# Hans Vlek
Johannes Gerardus Albertus (Hans) Vlek (Amsterdam, 2 juli 1947 – 's-Hertogenbosch, 15 juli 2016) was een Nederlands dichter. Hij ontving in 1968 zowel de Reina Prinsen Geerligsprijs als de Jan Campert-prijs voor zijn bundel Een warm hemd voor de winter.
Vlek ging in Marokko en daarna in de Spaanse stad Granada wonen.
De dichter was in 2001 te zien in het televisieprogramma Het uur van de wolf.
Hij werd opgenomen in een psychiatrisch verpleeghuis in Den Bosch waar hij in 2016 overleed.